# Душ Рейш, Луиш Мигел
Луиш Мигел душ Рейш Родригеш (порт. Luís Miguel dos Reis Rodrigues; 22 марта 1981, Пенафиел, Португалия) — португальский футболист, нападающий клуба «Лузитанс».

## Биография
Воспитанник футбольной школы клуба «Пенафиел». В сезоне 2004/05 находился в составе команды «Пасу-де-Соза».
В 2009 году стал игроком клуба «Лузитанс» из чемпионата Андорры. Летом 2010 года дебютировал в еврокубках, в двухматчевом противостоянии в рамках первого квалификационного раунда Лиги Европы против македонского клуба «Работнички». По сумме двух встреч андоррцы уступили со счётом (0:11). В сезоне 2010/11 «Лузитанс» впервые завоевал бронзовые награды Примера Дивизио, а уже в следующем сезоне команда впервые стала чемпионом Андорры. В мае 2012 года принял участие в финальном матче Кубка Андорры, где «Санта-Колома» обыграла «Лузитанс» (0:1). В июле 2012 года принял участие в квалификации Лиги чемпионов, сыграв в двух играх против мальтийской «Валлетты» (поражение по сумме двух матчей 0:9). В сентябре 2012 года Луиш Мигел стал обладателем Суперкубка Андорры, тогда его команда обыграла «Санта-Колому» (2:1).
В сезоне 2012/13 команда «Лузитанс» вновь становится чемпионом Андорры. Летом 2013 года Луиш Мигел сыграл в двух играх квалификации Лиги чемпионов против фарерского ЭБ/Стреймур и в выездной игре отметился забитым голом. Однако, это не помогло его команде, андоррцы уступили с общим счётом (3:7). В сентябре 2013 года команда стала победителем Суперкубка Андорры, обыграв «Унио Эспортива Санта-Колома» (1:0). Сезон 2013/14 команда завершила на четвёртом месте, а Луиш Мигел забив 13 голов стал лучшим бомбардиром турнира. Также в этом сезоне «Лузитанс» дошёл до финала Кубка Андорры, где уступил «Сан-Жулии» (1:2).
Сезон 2014/15 завершился для его команды серебряными медалями Примера Дивизио, что позволило «Лузитансу» вернутся в еврокубки. Луиш Мигел сыграл в двух матчах против английского «Вест Хэм Юнайтед» в рамках первого квалификационного раунда Лиги Европы. По итогам двухматчевого противостояния андоррцы уступили со счётом (0:4). В сезоне 2015/16 во второй раз подряд стал серебряным призёром чемпионата. Летом 2016 года вновь сыграл в квалификации Лиги Европы, на этот раз его команда уступила словенскому «Домжале» (2:5 по сумме двух встреч).

## Достижения
- Чемпион Андорры (2): 2011/12, 2012/13
- Серебряный призёр чемпионата Андорры (2): 2014/15, 2015/16
- Бронзовый призёр чемпионата Андорры (1): 2010/11
- Финалист Кубка Андорры (1): 2012, 2014
- Обладатель Суперкубка Андорры (2): 2012, 2013
- Лучший бомбардир чемпионата Андорры (1): 2013/14